# حاط آل ناصر

تعديل مصدري - تعديل

حاط آل ناصر هي إحدى قرى عزلة جيشان بمديرية جيشان التابعة لمحافظة أبين، بلغ تعداد سكانها 240 نسمة حسب تعداد اليمن لعام 2004.